# HMS Renown (72)
O HMS Renown foi um cruzador de batalha operado pela Marinha Real Britânica e a primeira embarcação da Classe Renown, seguido pelo HMS Repulse. Sua construção começou em janeiro de 1915 na Fairfield Shipbuilding e foi lançado ao mar em março de 1936, sendo comissionado em setembro do mesmo ano. Era armado com uma bateria principal composta por seis canhões de 381 milímetros montados em três torres de artilharia duplas, tinha um deslocamento carregado de mais de trinta mil toneladas e alcançava uma velocidade máxima de mais de trinta nós.
O Renown entrou em serviço no meio da Primeira Guerra Mundial, mas nunca participou de combates e passou o conflito realizando patrulhas e surtidas. Durante as décadas de 1920 e 1930 ficou realizando principalmente exercícios de rotina e viagens para portos estrangeiros. Ele passou por duas reconstruções durante o período, entre 1922 e 1926 e depois entre 1936 e 1939. A primeira reforçou sua blindagem e realizou outras mudanças menores, enquanto a segunda foi mais ampla e reconstruiu sua superestrutura, reformulou seus armamentos, sistema de propulsão e equipamentos.
A Segunda Guerra Mundial começou em 1939 e o Renown participou no ano seguinte da Campanha da Noruega. Depois disso escoltou diversos comboios até 1942, primeiro no Mar Mediterrâneo e depois no Mar Ártico. Ele passou a maior parte de 1943 transportando o primeiro-ministro Winston Churchill para diversas conferências Aliadas. Foi transferido em 1944 para o Oceano Índico, dando apoio para vários ataques contra forças japonesas na região. Voltou para casa em 1945 e foi descomissionado em maio pouco depois do final da guerra na Europa, sendo desmontado em 1948.

## Características
O Renown tinha 242 metros de comprimento de fora a fora, boca de 27,5 metros e calado de 9,2 metros. Seu deslocamento normal era de 27 760 toneladas e o deslocamento carregado de 32 740 toneladas. Seu sistema de propulsão consistia em quatro turbinas a vapor Brown-Curtis alimentadas pelo vapor produzido por 42 caldeiras Babcock & Wilcox a óleo combustível. O sistema tinha uma potência indicada de 114,2 mil cavalos-vapor (84 mil quilowatts), suficiente para uma velocidade máxima de 32 nós (59 quilômetros por hora). Entretanto, durante seus testes marítimos o navio alcançou 126,9 mil cavalos-vapor (94 mil quilowatts) para 32,58 nós (60,34 quilômetros por hora). Normalmente carregava mil toneladas de óleo combustível, mas tinha uma capacidade máxima de 4 358 toneladas, permitindo uma autonomia de quatro mil milhas náuticas (7 410 quilômetros) a dezoito nós (33 quilômetros por hora).
O armamento principal era composto por seis canhões BL Marco I de 381 milímetros em três torres de artilharia duplas, duas sobrepostas à vante e uma à ré. A bateria secundária tinha dezessete canhões BL Marco IX de 102 milímetros em cinco montagens triplas e duas únicas. Seu armamento antiaéreo era formado por dois canhões de 76 milímetros montados no convés superior nas laterais da segunda chaminé. Também havia dois tubos de torpedo de 533 milímetros submersos, um em cada lateral à vante da primeira barbeta. O cinturão principal de blindagem tinha entre 76 e 152 milímetros de espessura, sendo fechado em cada extremidade por anteparas transversais de 76 a 102 milímetros. Seu convés blindado ficava entre 25 e 64 milímetros. As torres de artilharia tinham laterais e frentes com 178 a 229 milímetros e tetos de 108 milímetros. O Renown também foi finalizado com uma protuberância antitorpedo rasa.

## História

### Início de serviço

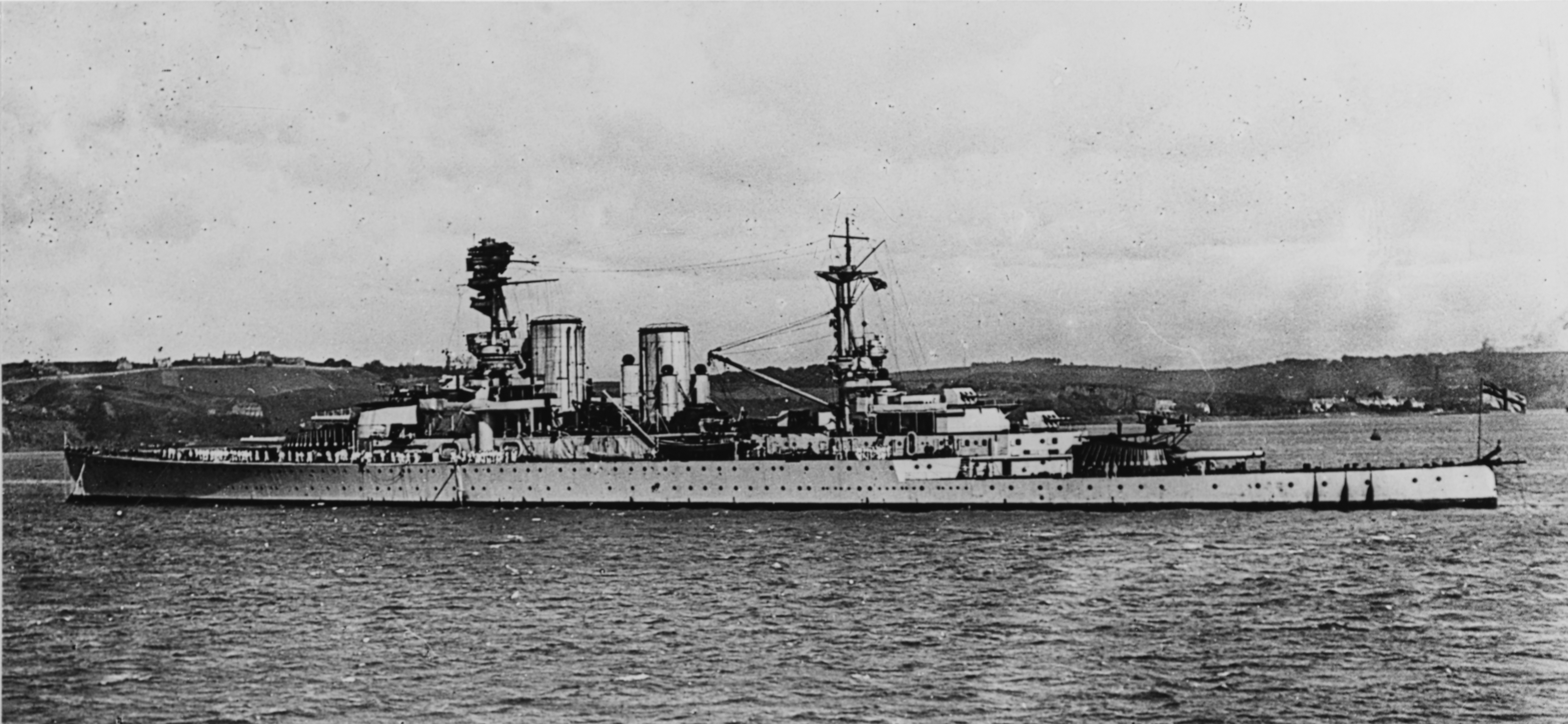
O Renown em 1918

O batimento de quilha do Renown ocorreu em 25 de janeiro de 1915 na Fairfield Shipbuilding and Engineering Company em Govan. Foi lançado ao mar em 4 de março de 1916 e finalizado em 20 de setembro ao custo de 3 117 204 libras. Foi designado para a Grande Frota no Mar do Norte, onde passou os dois últimos anos da Primeira Guerra Mundial. Fez parte da 1ª Esquadra de Cruzadores de Batalha, mas nunca chegou a entrar em combate. A frota partiu em 12 de dezembro de 1917 em uma tentativa fracassada de interceptar uma flotilha de contratorpedeiros alemães que tinha afundado um comboio e a maior parte de suas escoltas próximo do litoral da Noruega. O Renown passou o restante da guerra realizando patrulhas sem incidentes pelo Mar do Norte. Estava presente em 21 de novembro de 1918 quando a Frota de Alto-Mar alemã se rendeu e foi internada em Scapa Flow.
A Grande Frota foi desfeita em abril de 1919 e o Renown foi transferido para a Frota do Atlântico. Passou por reformas em junho em preparação para uma viagem que Eduardo, Príncipe de Gales, faria para o Canadá, Terra Nova e Estados Unidos, com as plataformas de lançamento de aeronaves instaladas na segunda e terceira torres de artilharia sendo removidas. Um telêmetro de 9,1 metros substituiu o modelo de 4,6 metros que ficava na terceira torre, enquanto outro telêmetro de 6,1 metros foi instalado no teto blindado da torre de comando. O navio passou por mais reformas de janeiro a março de 1920 para atuar melhor como "iate real". Sua montagem de ré de 102 milímetros e seus canhões antiaéreos foram removidos para que acomodações extras e um convés de passeio fossem construídos. Dois grandes abrigos também foram construídos entre as chaminés no convés superior. O de bombordo tinha uma quadra de squash, enquanto o de estibordo um cinema. O Renown partiu em março para a Austrália e Nova Zelândia com Eduardo, fazendo várias paradas no caminho. Voltou ao Reino Unido em outubro e foi colocado na reserva no mês seguinte. Foi recomissionado em setembro de 1921, desta vez para levar o Príncipe de Gales para a Índia, Filipinas e Japão, partindo em outubro. Retornou para casa em junho de 1922 e colocado na reserva no mês seguinte.
Foi iniciada no mesmo mês uma reconstrução que seguiu as mesmas linhas gerais do que havia sido feito com seu irmão HMS Repulse. O cinturão principal de blindagem foi removido e um novo cinturão de 229 milímetros de espessura foi instalado, usando as placas excedentes da conversão do couraçado chileno Almirante Cochrane no porta-aviões HMS Eagle mais alguma blindagem nova, porém foi colocado noventa centímetros mais alto do que havia sido feito no Repulse para compensar qualquer aumento de calado. Uma camada de blindagem cônica foi colocada embaixo do cinturão a fim de desviar qualquer projétil que mergulhasse abaixo da linha de flutuação; tinha 229 milímetros no topo e 51 milímetros embaixo. A blindagem do convés foi reforçada nas áreas das salas de máquinas e depósitos de munição. Duas anteparas longitudinais foram adicionadas entre o convés superior e principal correndo da base da torre de comando até as salas das caldeiras. As protuberâncias antitorpedo foram reformuladas baseadas naquelas dos couraçados da Classe Queen Elizabeth. A montagem de ré de 102 milímetros foi substituída, a plataforma de hidroaviões foi restaurada na segunda torre de artilharia e uma posição de controle de ângulo elevado foi instalada na gávea. Seus três canhões antiaéreos e as montagens únicas de 102 milímetros foram removidas em favor de quatro canhões antiaéreos Marco V de 102 milímetros. Essa reconstrução aumentou seu deslocamento em 3,6 mil toneladas e o calado em 76 milímetros. O custo foi de 979 927 libras.

### Pré-guerra

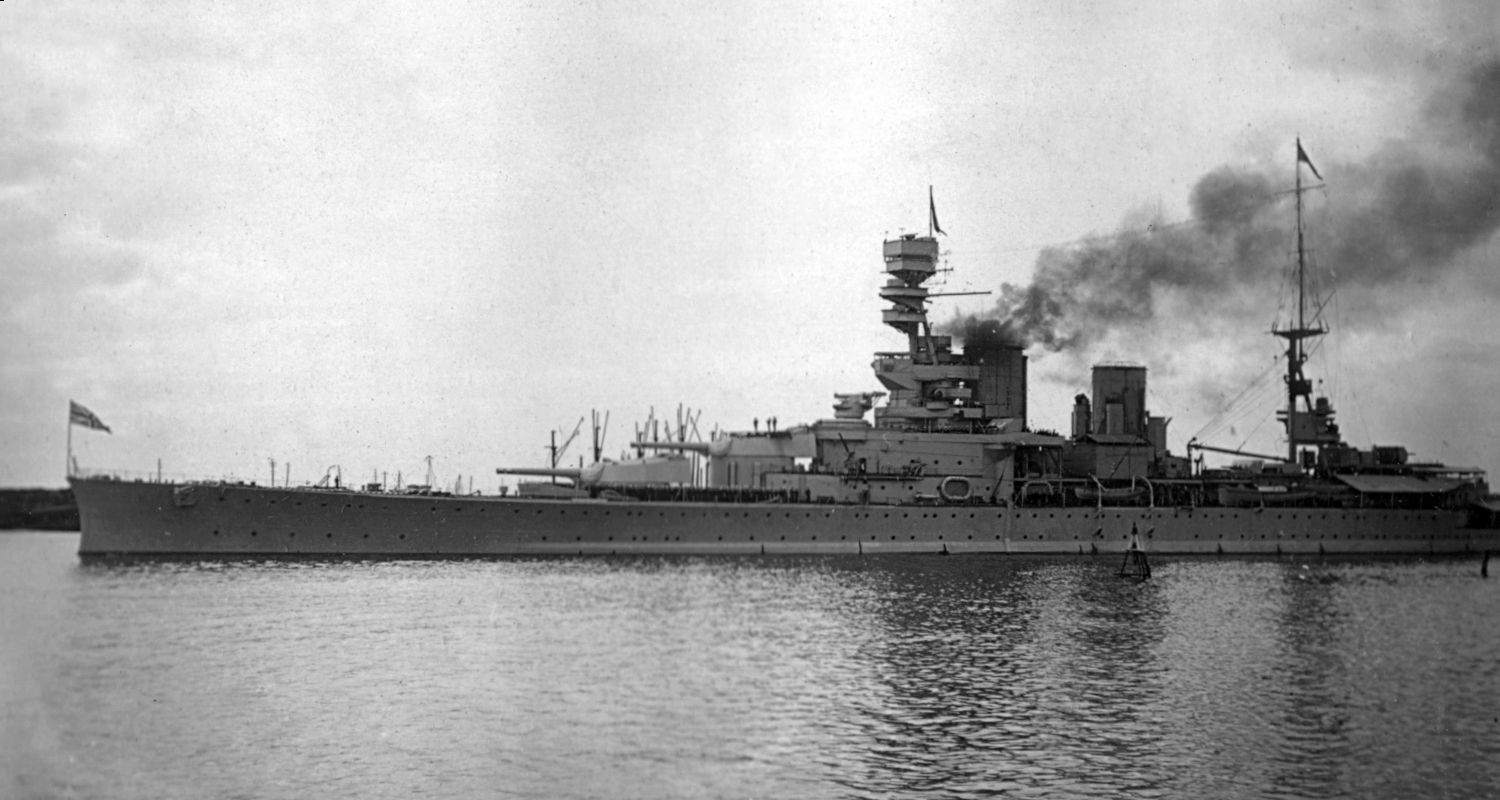
O Renown em 24 de maio de 1927 em Fremantle na Austrália

A reconstrução terminou em setembro de 1926 e o Renown foi colocado na Esquadra de Cruzadores de Batalha, sendo destacado entre janeiro e julho de 1927 para transportar o príncipe Alberto, Duque de Iorque, e sua esposa Isabel, Duquesa de Iorque, para uma viagem oficial à Austrália. Houve um incêndio em uma das salas das caldeiras em 26 de maio durante a viagem de volta, queimando quatro tripulantes. Ao voltar retornou para a Frota do Atlântico. O navio se tornou a capitânia da esquadra entre 1929 e 1931 enquanto o cruzador de batalha HMS Hood passava por reformas. Este retomou sua posição de capitânia ao voltar e o Renown foi descomissionado para passar por uma reforma própria. Um sistema de controle de ângulo elevado Marco I foi equipado com um diretório no alto da gávea substituindo o antigo telêmetro, enquanto a plataforma da torre de comando foi ampliada para acomodar duas montagens óctuplas Marco V do canhão Marco VIII de 40 milímetros. Entretanto, apenas uma montagem estava disponível inicialmente junto com seu diretório de controle de disparo, com estes sendo instalados a estibordo. Sua montagem de 102 milímetros de meia-nau foi removida para dar espaço para uma catapulta de aeronaves, porém está só foi ser instalada em 1933. O canhão de 40 milímetros que faltava foi instalado neste mesmo ano, porém sem seu diretório. A plataforma de aeronaves foi removida definitivamente e a embarcação passou a levar um hidroavião Fairey III para reconhecimento aéreo.
O Renown colidiu com o Hood em 23 de janeiro de 1935 enquanto realizavam exercícios próximos da Espanha. Os danos à sua proa foram temporariamente reparados em Gibraltar e o navio então partiu para Portsmouth, onde reparos permanentes ocorreram de fevereiro a maio. Os oficiais comandantes de ambas as embarcações enfrentaram uma corte marcial, assim como o contra-almirante Sidney Bailey, o comandante da esquadra. Bailey e o capitão Francis Tower do Hood foram inocentados, porém o capitão Henry Sawbridge do Renown foi removido do comando. O Almirantado discordou e restaurou Sawbridge, criticando Bailey por enviar sinais ambíguos durante as manobras. Participou em 16 de julho de uma revista naval em celebração do jubileu de prata do rei Jorge V. Em seguida foi enviado com o Hood para Gibraltar a fim de reforçar a Frota do Mediterrâneo durante a Segunda Guerra Ítalo-Etíope, sendo transferido para Alexandria em janeiro de 1936. Voltou para casa em maio e colocado na Frota Doméstica.

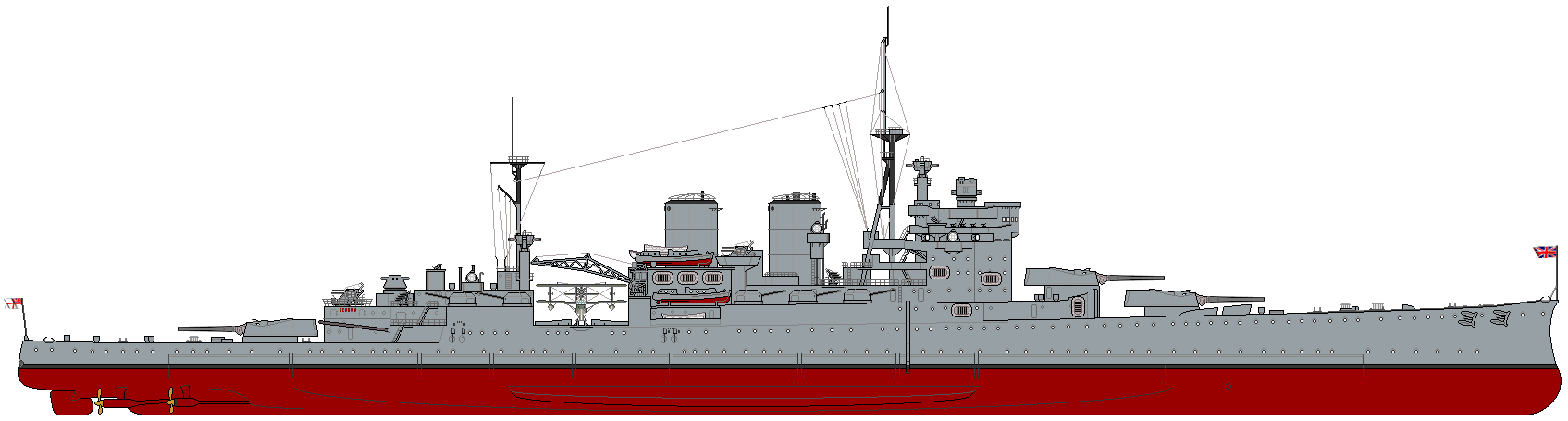
Desenho do Renown pós-reconstrução

Uma nova reconstrução começou em setembro de 1936, baseada naquela do couraçado HMS Warspite. Sua superestrutura e chaminés foram demolidas até o convés superior, seus mastros removidos, assim como seus armamentos secundários. Uma grande superestrutura de torre à prova de estilhaços foi construída, tendo no topo uma torre de controle de disparo para o armamento principal e dois diretórios de sistema de controle de ângulo elevado Marco IV. A cobertura blindada que ficava à vante da torre de comando foi transferida para ré da superestrutura. Os motores foram substituídos por novas turbinas a vapor Parsons, enquanto as caldeiras foram removidas em favor de oito modelos Admiralty de três tambores. Isto economizou 2,8 mil toneladas e permitiu que as duas salas das caldeiras de vante fossem convertidas em depósitos de munição e outros usos. A proteção do convés foi melhorada com a adição de blindagem não-cimentada onde não tinha sido adicionada antes, protegendo os novos depósitos para os canhões de 114 milímetros. Hangares de hidroaviões foram construídos nas laterais da segunda chaminé, com uma catapulta instalada entre a chaminé e a superestrutura de ré.
As torres de artilharia principais foram modificadas para o padrão Marco I (N), com sua elevação máxima sendo aumentada para trinta graus. Vinte canhões de duplo-propósito Marco III de 114 milímetros foram instalados em dez torres de artilharia duplas. Seis destas torres ficavam ao lado da primeira chaminé, três de cada lado, enquanto as restantes ficavam junto ao mastro principal. Estas armas eram controladas por quatro diretórios Marco IV, dois instalados à ré da superestrutura de vante e os outros dois na superestrutura de ré. Eles proporcionavam dados para um computador analógico de um sistema de controle de ângulo elevado Marco IV e também para um relógio de controle de disparo Marco VII para alvos à curta-distância. Três montagens ócutuplas de canhões Marco VI de 40 milímetros também foram adicionadas, duas em plataformas entre as chaminés e a terceira na superestrutura de ré. Cada montagem tinha um diretório de controle de disparo Marco III*. Por fim, foram instaladas quatro montagens quádruplas de metralhadoras Vickers nas duas superestruturas. Os tubos de torpedo submersos foram substituídos por quatro tubos acima da linha de flutuação. Esta reconstrução custou 3 088 008 libras.

### Segunda Guerra

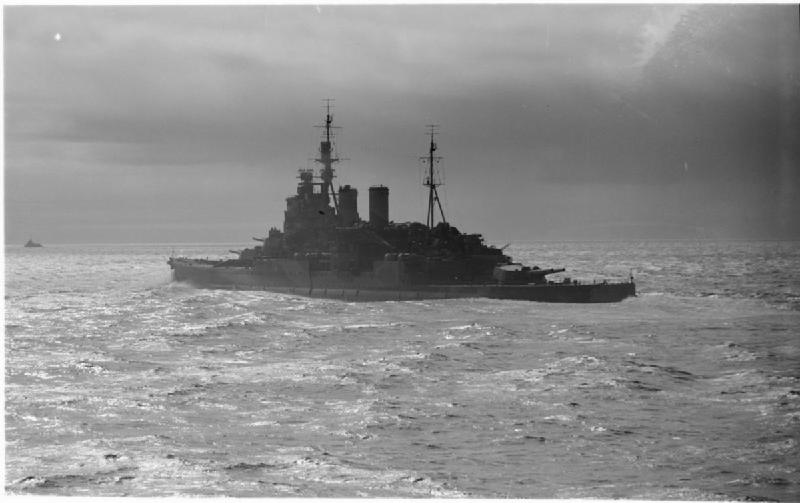
O Renown durante a guerra

O Renown foi recomissionado em 28 de agosto de 1939. A Segunda Guerra Mundial começou dias depois e o navio passou setembro patrulhando o Mar do Norte, sendo transferido em outubro para a Força K no sul do Oceano Atlântico para ajudar nas buscas ao cruzador pesado alemão Admiral Graf Spee. No mês seguinte foi transferido para a Força H na África do Sul com o objetivo de impedir que a embarcação alemã deixasse o Atlântico, afundando em 2 de dezembro o navio mercante SS Watussi. Permaneceu no Atlântico até o Admiral Graf Spee ser afundado em 17 de dezembro, porém só foi retornar para a Frota Doméstica em março de 1940. Tornou-se a capitânia da Esquadra de Cruzadores de Batalha enquanto o Hood passava por manutenção. O Renown deu suporte para forças britânicas durante a Campanha da Noruega, enfrentando em 9 de abril os couraçados alemães Scharnhorst e Gneisenau.
O navio britânico disparou primeiro, porém foi acertado por dois projéteis de 283 milímetros que causaram danos pequenos. Ele acertou o Gneisenau alguns minutos depois com um projétil de 381 milímetros e dois de 114 milímetros que incapacitaram seu diretório de controle de disparo e danificaram o telêmetro da primeira torre de artilharia. Os alemães eram mais rápidos em mares bravios e conseguiram encerrar o confronto depois de noventa minutos. O Renown disparou 230 projéteis de sua bateria principal e 1 065 de sua bateria secundária. Ficou sob reparos de 20 de abril a 18 de maio, em seguida dando cobertura para a retirada da Noruega no início de junho. Foi transferido de volta para a Força H em Gibraltar em agosto, substituindo o Hood como a capitânia.

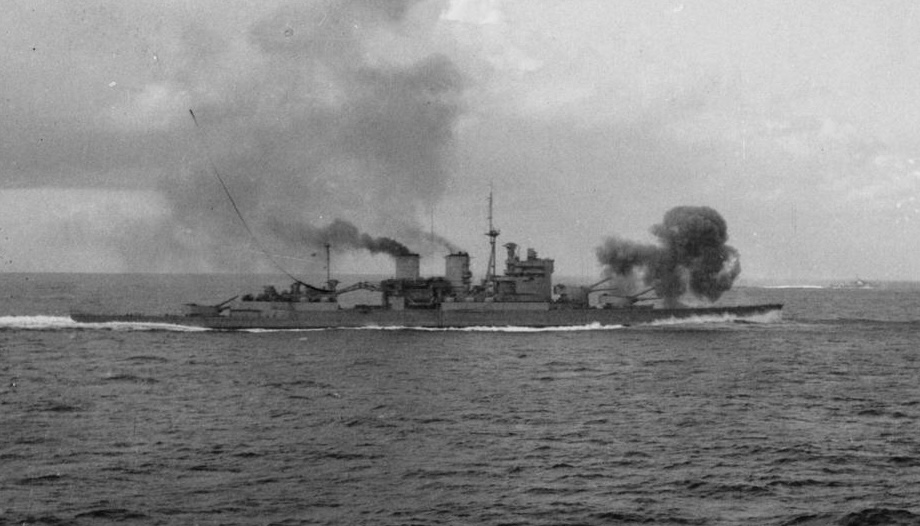
O Renown durante a Batalha do Cabo Spartivento em 27 de novembro de 1940

A Força H deu cobertura em novembro de 1940 para a porta-aviões HMS Argus enquanto este transportava caças Hawker Hurricane para Malta. No dia 27 a Força H enfrentou uma frota italiana na inconclusiva Batalha do Cabo Spartivento. O Renown bombardeou Gênova em 9 de fevereiro de 1941, mas causou poucos efeitos. A Força H ficou escoltando comboios dentro e fora do Mar Mediterrâneo entre março e maio, quando foi convocada para o Atlântico para ajudar na procura pelo couraçado alemão Bismarck. O Renown interceptou em 4 de junho o navio de suprimentos Gonzenheim, que tinha sido enviado para reabastecer o Bismarck. A Força H escoltou mais um comboio para Malta em julho e o navio então retornou para casa no mês seguinte para passar por reparos na sua protuberância de torpedo de estibordo. A embarcação recebeu vários radares provavelmente durante esse período, também sendo equipado com duas montagens quádruplas de 40 milímetros no topo da segunda torre de artilharia. Foi transferido para a Frota Doméstica em novembro ao final de seus reparos, tornando-se a vice-capitânia em 9 de dezembro. Deu cobertura para comboios da União Soviética no início de março de 1942. Tornou-se em 3 de abril a capitânia da Força W, formada para escoltar porta-aviões que levariam aeronaves para Malta em abril e maio. O Renown retornou para a Frota Doméstica assim que essas missões foram finalizadas, mas em outubro voltou para a Força H a fim de participar da invasão do Norte da África. Ele deu cobertura para a invasão e comboios que se seguiram de quaisquer possíveis interferências das frotas italiana e francesa.
Voltou para o Reino Unido em seguida e passou por manutenção e reformas entre fevereiro e junho de 1943. Nesta, sua catapulta de hidroaviões foi removida, enquanto os hangares foram convertidos em uma lavanderia e cinema. Também recebeu entre julho de 1942 e agosto de 1943 um total de 72 canhões antiaéreos Oerlikon de 20 milímetros em 23 montagens duplas e 26 únicas. Outra montagem quádruplas de 40 milímetros foi colocada no topo da segunda torre de artilharia em janeiro de 1944, com mais Oerlikons sendo adicionadas em outros locais. Mais diretórios antiaéreos e radares também foram instalados na mesma época. O Renown transportou o primeiro-ministro Winston Churchill e sua equipe para a Conferência de Quebec no Canadá em setembro, fazendo o mesmo em novembro para a Conferência do Cairo no Egito. Retornou para a Frota Doméstica em dezembro, porém apenas algumas semanas depois foi transferido para a Frota do Oriente no Oceano Índico. Chegou em Colombo no Ceilão no final de janeiro de 1944, tornando-se a capitânia da 1ª Esquadra de Batalha. Participou em abril da Operação Cabine, um ataque aéreo contra as instalações portuárias e petrolíferas em Sabang.

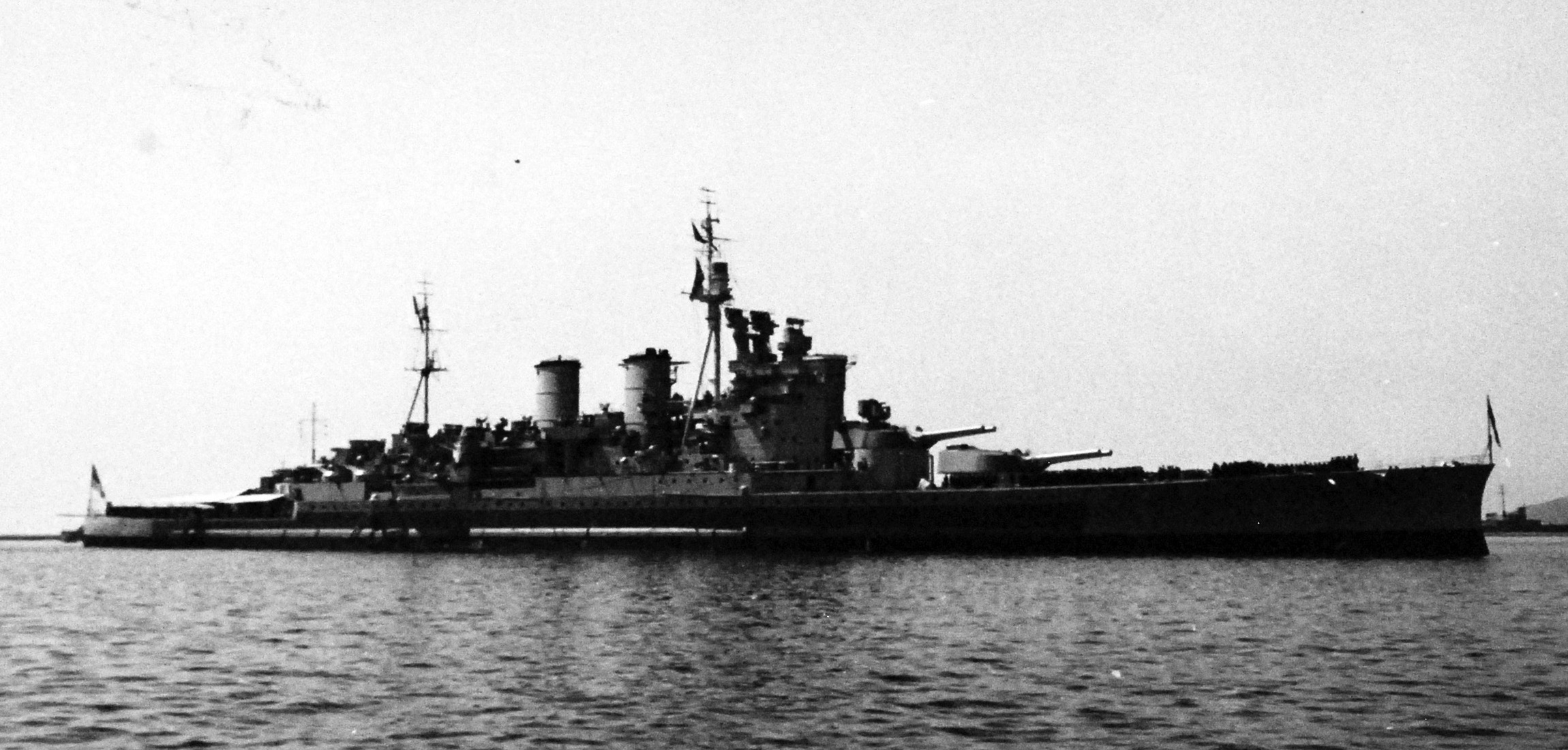
O Renown em julho de 1945

O Renown bombardeou instalações japonesas nas Ilhas Nicobar e Andamão entre 30 de abril e 1º de maio. O navio deu suporte para ataques aéreos contra Surabaia na ilha de Java em 17 de maio, além de um ataque contra Porto Blair em 21 de junho. Um ataque aéreo contra Sabang ocorreu em 25 de julho, seguido por um bombardeio naval. A embarcação bombardeou instalações nas Ilhas Nicobar de 17 a 19 de outubro. O Renown foi substituído em 22 de novembro como capitânia pelo couraçado HMS Queen Elizabeth, permanecendo em manutenção em Durban na África do Sul de dezembro até fevereiro de 1945. Voltou para o Reino Unido em março caso as embarcações grandes alemãs restantes tentassem uma surtida, chegando em Rosyth em 15 de abril. Passou por uma pequena reforma quando este perigo foi descartado e foi colocado na reserva em maio de 1945. Foi parcialmente desarmado em julho quando seis de suas torres de 114 milímetros foram removidas em preparação para equipa-las com controle remoto, porém esta alteração foi depois cancelada. O navio sediou um encontro entre o rei Jorge VI e o presidente Harry S. Truman dos Estados Unidos em 3 de agosto. Foi decidido em 21 de janeiro de 1948 descartar o Renown, com ele sendo rebocado para Faslane em 3 de agosto para ser desmontado. Foi o último cruzador de batalha britânico a ser desmontado.